# 후안마 리요
후안 마누엘 "후안마" 리요 디에스(스페인어: Juan Manuel "Juanma" Lillo Díez, 1965년 11월 3일, 바스크 주 톨로사 ~)는 스페인의 축구 감독으로, 현재 맨체스터 시티의 코치이다.
20대가 되기도 전에 감독일을 시작한 그는 라 리가 최연소 감독이기도 한데, 그는 30세가 되기도 전에 살라망카를 지휘했다. 그는 1부 리그의 오비에도, 테네리페, 사라고사, 그리고 알메리아를 이끌기도 했다.

## 감독 경력

### 초기 경력과 살라망카
리요는 기푸스코아 도 톨로사 출신으로, 리요는 불과 16세에 아마로스를 지휘하며 감독일에 입문했고, 4년 후에는 테르세라 디비시온의 톨로사 감독이 되었다. 그는 이후 같은 리그의 미란데스를 맡아 1988-89 시즌에 우승을 거두어 세군다 디비시온 B 승격을 이룩했다.
리요는 1991-92 시즌에 쿨투랄 레오네사를 지도하여 4-2-3-1 대형을 애용했다. 그는 스페인 국가 감독 면허를 취득한 최연소 감독 자리로 꿰찼다.
리요는 1992년 중반에 살라망카의 감독으로 후안 호세 이달고 회장으로부터 임명받았다. 1년차에 3부 리그 준우승을 거두며 승격 플레이오프전을 안타깝게 놓쳤고, 이듬해에는 선수단에 큰 변화를 주지 못했다. 그에 따라 바야돌리드가 그에 대한 관심을 나타냈지만, 리요는 라 리가에 참가한 1995-96 시즌까지 남아 있었다.- 따리서 리요는 1부 리그 감독을 맡은 최연소 감독으로도 기록했는데, 당시 나이는 29세였다. 28경기를 지도하고, 살라망카는 강등권과 4점차로 뒤처지면서 해임되었지만, 그의 업적을 존경하는 지지자들이 그의 해임에 강하게 반발했고, 살라망카는 21위를 차지한 메리다와 11점 차이로 최하위 강등을 당했다.
리요는 이후에도 몇 차례 1부 리그 감독을 맡았다: 1996-97 시즌, 그는 오비에도를 지휘했지만, 시즌이 끝나기 전에 성적 부진으로 해임되었다. 1998년 2월, 그는 테네리페의 지휘봉을 잡아 현장에 복귀해 1년차 1부 리그 잔류를 완수했지만, 이듬해에는 그리 큰 두각을 나타내지 못했고, 15경기 만에 해임되어 소속 구단의 강등을 지켜볼 수밖에 없었다.
1년 반을 쉰 리요는 사라고사의 지휘봉을 잡았다. 사라고사는 전 시즌 성적에 따라 UEFA컵 진출권을 획득했고, 전임 체추 로호가 아틀레틱 빌바오로 이적했다. 그는 유럽대항전 선전의 특명을 받아 유럽대항전에서의 성공을 리그에서도 반복해야 했지만, 이룩하지 못했고, 오히려 3달 만에 쫓겨났다.

### 2000년대
리요는 이후 감독직에 복귀하지 않았다: 그는 2002년 월드컵 기간에 안테나 3 해설을 맡았다. 2003년부터 2005년까지, 그는 세군다 디비시온의 시우다드 무르시아와 테라사 감독을 맡았지만, 그리 큰 성과를 거두지 못했다.(후자의 카탈루냐 연고 구단은 시즌 끝에 강등당했다.)
리요는 2005년에 멕시코로 건너가 도라도스 시날로아 감독으로 취임했으나, 시즌 도중에 하차했다.(이 구단도 시즌 끝에 강등당했다) 그는 잔류에 사투를 벌이는 구단을 사지로 내몰았는데, 텔레비사 소유의 산 루이스가 다른 텔레비사 소유 구단 상대의 강한 상대로 예사롭지 않은 대승을 연출했다. 이 사태로 멕시코 언론과 리그 관계자들은 논란을 제기했다.
사태 이후, 리요는 축구를 2년 가까이 멀리했고, 2008년 4월에 세군다 디비시온에 속한 바스크의 레알 소시에다드 감독에 취임했다. 레알 소시에다드는 그의 임기에 단 1경기 패했지만, 리그에서 6위를 차지해 승격이 좌절되었고, 그의 후임은 마르틴 라사르테가 되었다.
2009년 12월 말, 리요는 우고 산체스의 후임으로 강등권에서 1계단 바로 위에서 사투를 벌이는 알메리아의 감독이 되었다. 시즌을 13위로 마친 후, 그는 안달루시아 연고 구단과 계약을 1년 연장했다.
2010년 11월 20일, 바르셀로나와의 안방 경기에서 0-8로 패한 후, 리요는 강등권에 처한 구단의 감독직에서 해임되었고, 알메리아는 시즌 끝에 1부 리그 첫 승격 4년 만에 강등되었다.

### 해외 무대
몇 년 동안 칩거한 리요는 2013년 12월에 콜롬비아의 미요나리오스 감독으로 취임했다. 그러나, 그는 이듬해 9월 2일에 프리메라 A 4경기 연속 패배와 코파 수다메리카나 탈락 여파로 해임되었다.
2015년 10월 8일, 리요는 칠레 국가대표팀에 합류해 호르헤 삼파올리를 보좌하게 되었고, 청소년 대표팀과 성인 대표팀을 연결하는 가교를 맡게 되었다. 2017년 6월 21일, 세비야를 떠난 후에도, 그는 삼파올리를 보좌했고, 이후 레이날도 루에다 감독의 후임으로 아틀레티코 나시오날 감독직에 취임했다. 그러나, 그는 같은 해 12월에 데포르테스 톨리마와의 카테고리아 프리메라 A 8강전에서 패퇴하자 감독직을 사임했다.
2018년 9월, 리요는 또다시 국경을 넘어 같은 스페인 국적의 안드레스 이니에스타를 영입한 일본 J1리그의 비셀 고베 감독으로 취임했다. 그러나, 그는 이듬해 4월에 라쿠텐의 재정적 지원과 루카스 포돌스키나 다비드 비야 같은 노련한 선수의 합류에도 불구하고 중위권에 처지면서 사임했다. 동아시아에 남은 그는 2019년 8월에 중국 갑급리그의 칭다오 황하이 감독이 되었고, 처음 7경기 중 6경기에서 승리하여 5위에서 슈퍼리그 승격권까지 올라섰다. 중원에 야야 투레를 둔 칭다오는 시즌을 우승으로 마쳤다.
2020년 6월 9일, 리요는 미켈 아르테타의 후임으로 맨체스터 시티의 신임 수석 코치가 되었다.

## 수상
미란데스
- 테르세라 디비시온: 1988-89

살라망카
- 세군다 디비시온 B: 1993-94

칭다오 황하이
- 중국 갑급리그: 2019